# Вила Литерно
Вѝла Литѐрно (на италиански: Villa Literno) е град и община в Южна Италия, провинция Казерта, регион Кампания. Разположен е на 10 m надморска височина. Населението на общината е 11 676 души (към 2010 г.).